# Nina Wu
Pour plus de détails, voir Fiche technique et Distribution.
Nina Wu (灼人秘密, Zhuó rén mìmì) est un film dramatique taïwano-birmano-malaisien réalisé par Midi Z, sorti en 2019.
Il est présenté au festival de Cannes 2019.

## Synopsis
Nina Wu est une jeune actrice vivant à Taipei. Elle tente de décrocher un premier rôle sur un long métrage, mais le milieu du cinéma va se révéler être particulièrement sombre.

## Fiche technique
- Titre original : 灼人秘密, Zhuó rén mìmì
- Titre français : Nina Wu[1]
- Réalisation : Midi Z
- Scénario : Midi Z et Wu Ke-xi
- Sociétés de production : Seashore Image Productions, Harvest 9 Road Entertainment, Jazzy Pictures, Myanmar Montage Films, Star Ritz International Entertainment
- Pays de production :  Taïwan
 Malaisie
 Birmanie
- Format : Couleurs - 35 mm
- Genre : drame
- Durée : 102 minutes
- Dates de sortie :
  - France : 20 mai 2019 (festival de Cannes 2019) ; 8 janvier 2020 (sortie nationale)
  - Taïwan : 19 juillet 2019

## Distribution
- Wu Ke-xi : Nina Wu
- Vivian Sung : Kiki
- Kimi Hsia : la fille numéro 3 du casting
- Chih-Wei Tang : le producteur
- Shih Ming-shuai (en) : le réalisateur
- Shang-Ho Huang : l'assistant du réalisateur
- Lee-Zen Lee : Mark, l'agent de Nina
- Chen Ping-Chun : le père de Nina
- Chuan Wang : la mère de Nina
- Moon Wang : la tante de Nina
- Amanda Chou : la fille numéro 2 du casting
- Phoebe Lin : la fille numéro 5 du casting

## Sortie

### Accueil critique
En France, le site Allociné recense une moyenne des critiques presse de 3,3/5.

## Distinctions

### Récompense
- 56e cérémonie des Golden Horse Film Festival and Awards : prix du meilleur son à Li Danfeng, Chou Cheng et Morgan Yen

### Sélections
- Festival de Cannes 2019 : sélection en section Un certain regard
- Festival des trois continents 2019 : sélection en séances spéciales